# 윌리엄 포사이스 (배우)
윌리엄 포사이스(William Forsythe, 1955년 6월 7일 ~ )는 미국의 배우이다.

## 출연 작품
- 파이어 스톰
- 더 록
- 킬러 - 프랭크 스톤 역
- 더 브롱스 불 - 제이크 역
- 로드 투 후아레즈
- 더 네트워커
- 더 언라이클리즈
- 더 할로우
- 미드나잇 맨
- 체크 포인트
- 하드 파우더
- 시리얼 킬러 연쇄살인범 - 로저 역
- 런 위드 더 헌티드 - 아우구스투스 역
- 아이다 레드 - 로렌스 역